# Eivissencs
Els eivissencs són un grup humà que viu predominantment a l'illa d'Eivissa. Comparteixen llengua i cultura amb els menorquins, mallorquins, catalans, valencians i altres pobles catalanòfons. Representen l'1% de la població total dels Països Catalans i un 11,42% de la de les Illes Balears.

## Demografia
113.908 d'eivissencs viuen a l'illa, tot i que només 50.251 en són nascuts a les Illes Balears: 37.200 són de la resta de l'Estat; 10.482 són europeus; i 15.975 provenen d'altres països (dades del 2006). 6.967 són d'origen americà, 3.055 d'Africa, i 3.066 d'Alemanya. Del total, 42.884 viuen a la capital, Eivissa; 27.152 a Santa Eulària des Riu.

## Cultura

### Religió
La religió més majoritària és la cristiana catòlica.

### Llengua
La llengua històrica i pròpia dels eivissencs és el català, en la seua forma dialectal balear popularment conegut com el salat.

### Gastronomia
La cuina eivissenca és marcada per la seua naturalesa marítima, amb una varietat enorme de plats de marisc o peix molt fresc, pescat el mateix dia. Açò es complementa amb les carns i hortalisses típiques de la dieta mediterrània. S'hi fa formatge, brossat i embotits, dels quals destaca la sobrassada i el ventre farcit. Algun dels dolços més populars és, per exemple, el flaó. D'entre les begudes locals destauen els vins de la terra i la ratafia d'herbes. La gastronomia eivissenca pertany a la cuina de les Illes Balears, tot i que la condició d'insularitat dona una personalitat pròpia i diferenciada a cada illa, que per la seva banda pertany a la dels Països Catalans.